# Lakinger Lajos
Lakinger Lajos, (Ősi, 1943. május 23. – 2022. június 30.) válogatott magyar labdarúgó, hátvéd, üzletember. Felesége Szörényi Judit, teniszező, edző. Két lánya van: Orsolya (1974), Mirjam (1975).

## Pályafutása

### A válogatottban
1974-ben egy alkalommal szerepelt a válogatottban.

## Sikerei, díjai
- Magyar bajnokság
  - 2.: 1970–71
  - 3.: 1972–73
- Magyar kupa (MNK)
  - győztes: 1973
- Közép-európai kupa (KK)
  - győztes: 1970
- Bajnokok Tornája (MLSZ) 
  - győztes: 1974
- Magyar Népköztársaság Labdarúgó Felszabadulási Kupa
  - győztes 1974-75
  - 2.: 1975-76

## Statisztika

### Mérkőzései a válogatottban
| Magyarország | Magyarország    | Magyarország                   | Magyarország | Magyarország | Magyarország | Magyarország | Magyarország | Magyarország |
| #            | Dátum           | Helyszín                       | Hazai        | Eredmény     | Vendég       | Kiírás       | Gólok        | Esemény      |
| ------------ | --------------- | ------------------------------ | ------------ | ------------ | ------------ | ------------ | ------------ | ------------ |
| 1.           | 1974. május 29. | Székesfehérvár, Sóstói Stadion | Magyarország | 3 – 2        | Jugoszlávia  | barátságos   | -            | 29'          |
|              | Összesen        |                                |              | 1            | mérkőzés     |              | 0            | gól          |